# Henri de Hesse-Cassel
Henri de Hesse-Cassel (en allemand : Heinrich von Hessen-Kassel et en italien : Enrico d'Assia), prince de Hesse-Cassel, est né le 30 octobre 1927 à Rome, en Italie, et décédé le 18 novembre 1999 à Langen, en Allemagne. Membre de la maison de Hesse, c'est un peintre, un scénographe et un costumiste germano-italien.

## Famille
Le prince Henri est le deuxième fils du landgrave Philippe de Hesse-Cassel (1896-1980) et de son épouse la princesse Mafalda d'Italie (1902-1944).
Après la Deuxième Guerre mondiale et l'emprisonnement de son père à cause de ses activités nazies, Henri et ses frères et sœur sont élevés par le grand-duc Louis de Hesse-Darmstadt (1908-1968) et sa femme.
Le prince Henri est mort célibataire et sans enfant.

### Mémoires
- (it) Enrico d'Assia, Il lampadario di cristallo, Longanesi, 1992,  (ISBN 8830411027)

### Biographie
- (it) Brigida Musella Pappalardo, Il principe-pittore di Casa Savoia. Ricordi e testimonianze di Enrico D'Assia, Alfredo Guida Editore, 2008.